# Erland von Koch
Erland Sigurd Christian Jag Vogt von Koch, född 26 april 1910 i Stockholm, död 31 januari 2009 i Oscars församling i Stockholm, var en svensk tonsättare. (Han hette Jag i förnamn efter sin gudfar J.A.G. Acke.)

## Biografi
Erland von Koch var son till tonsättaren Sigurd och konstnärinnan Kaju von Koch, född Magnell. Han studerade först på Kungliga Musikaliska Akademiens konservatorium i Stockholm, där han avlade högre organist- och kantorsexamen 1935. Efter detta gick han vidare till att studera komposition, piano och dirigering i Berlin, och studerade även i Frankrike. Hans kompositionslärare i Berlin var Paul Höffer.
I början av sin karriär försörjde sig von Koch bland annat med att skriva filmmusik, bland annat till flera av Ingmar Bergmans tidigare filmer. Han anställdes 1952 som lärare i harmonilära vid Kungliga Musikhögskolan, där han sedan stannade i tjugotre år. Han blev ledamot av Kungliga Musikaliska Akademien 1957 och fick professors namn 1968.
von Koch brukar räknas till trettiotalisterna bland svenska tonsättare. Ibland grupperas han tillsammans med Lars-Erik Larsson, Dag Wirén och Gunnar de Frumerie. Han förknippas ofta med sitt intresse för svensk folkmusik, som han använde som material i exempelvis orkesterverken Oxbergsvariationer (1956) och Lappland-metamorfoser (1957), men detta är bara en sida av hans mångsidiga skapande. Om sin stil sade han själv: ”Jag strävar efter en enkel, klar, melodisk stil, gärna anknytande till folkton och med fast, rytmisk profil. Harmoniken vill jag ha okomplicerad. Ju äldre man blir, desto klarare kommer man underfund med melodins betydelse.”
På 1970-talet komponerade von Koch en serie solostycken för de vanliga klassiska musikinstrumenten. Styckena heter Monolog nr 1–18 och har blivit ofta spelade. Vidare har von Koch komponerat sex symfonier, ett stort antal konserter för olika soloinstrument och orkester, fristående orkesterstycken, baletter, kammarmusik samt sånger med mera. Han finns representerad i Den svenska psalmboken 1986 med tre koraler: nr 202, 484 och 637.
von Koch gav 1989 ut memoarboken Musik och minnen (1989), som uppmärksammats främst för att han där beskriver den konflikt som rådde mellan de mer radikala och de mer traditionella svenska tonsättarna under decennierna efter andra världskriget.
Erland von Koch avled 2009 och hans dödsannons publicerades i Svenska Dagbladet den 7 februari. En runa över honom, författad av bland andra tonsättaren Gunnar Bucht, publicerades i Dagens Nyheter den 25 februari 2009.
Han var gift med Ulla von Koch (född Gyllenhammar), en syster till skådespelerskan Marianne Gyllenhammar. Erland von Koch är begravd på Norra begravningsplatsen utanför Stockholm.

## Priser och utmärkelser
- 1957 – Ledamot nr 677 av Kungliga Musikaliska Akademien
- 1958 – Mindre Christ Johnson-priset för Oxbergsvariationer för orkester
- 1968 – Professors namn
- 1979 – Atterbergpriset
- 1979 – Litteris et Artibus
- 1981 – Hugo Alfvénpriset
- 2000 – Medaljen för tonkonstens främjande

## Verk i urval

### Sceniska verk
- Askungen, balett op. 24 (1942). Ur denna finns en Svit nr 1 för orkester.
- Pelle Svanslös, sångspel/barnopera op. 42 (1948). Härur även svit för orkester.

### Orkesterverk
- Concertino för stråkorkester, op. 16 (1938)
- Dans nr 2 (1938)
- Drei Orchesterminiaturen (1954)
- Folklig marsch nr 2 (1983/85)
- Fyra symfoniska myter (1981–82)
- Impulsi – Echi – Ritmi (1964–66)
- Lappland-Metamorphosen (1957)
- Midvinterblot – Sommarsolstånd: Två nordiska fresker (1985/86)
- Musica intima för stråkorkester eller stråkkvartett (1950, rev. 1965)
- Musica malinconica, op. 50 (1952)
- Nordiskt capriccio op. 26 (1943)
- Oxbergsvariationer (1956)
- Symfoni nr 2, Sinfonia dalecarlica (1945)
- Symfoni nr 3, op. 38 (1948)
- Symfoni nr 4, op. 51, Sinfonia seria (1962)
- Symfoni nr 5, Lapponica (1976–77)
- Symfoni nr 6, Salvare la terra (1991–92)

### Kammarmusik
- Canzona för cello och piano (1968)
- Fem Skisser för stråkkvartett (1956)
- Monolog 17 över "Vallåt från Enviken" för cello solo (1977)
- Rytmiska bagateller för piano (1958)

### Körverk
- Blåklint för blandad kör a cappella till text av Sara Bohlin (1937)

## Filmmusik i urval
- 1946 – Det regnar på vår kärlek
- 1946 – När ängarna blommar
- 1947 – Skepp till India land
- 1947 – Folket i Simlångsdalen
- 1947 – Dynamit
- 1948 – Musik i mörker
- 1948 – Lars Hård
- 1948 – Lappblod
- 1948 – Hamnstad
- 1949 – Fängelse
- 1949 – Havets son
- 1949 – Människors rike
- 1949 – Sampo Lappelill
- 1950 – Den vita katten
- 1950 – Flicka och hyacinter
- 1951 – Kvinnan bakom allt
- 1954 – Gud Fader och tattaren
- 1954 – Seger i mörker
- 1955 – Flickan i regnet
- 1956 – Tarps Elin
- 1961 – Hällebäcks gård

## Psalmer
- "De blomster som i marken bor" (1986 nr 202) tonsatt 1974
- "De heliga i landet" (1986 nr 484) tonsatt 1979
- "En gång i tidens morgon är jorden ny" (1986 nr 637) tonsatt 1974